# Bébé (série de films)
Pour les articles homonymes, voir Bébé.
 Pour plus de détails, voir Fiche technique et Distribution
Bébé est une série de courts-métrages muets comiques réalisés entre 1910 et 1913 par Louis Feuillade et mettant en scène un jeune enfant (joué par René Dary) qui porte le nom de « Bébé ».

## Historique
La série des « Bébé » commence en 1910 par les films La Trouvaille de Bébé, Bébé pêcheur, Bébé fume et le premier et le plus connu, Bébé apache. Ces films mettent en scène dans le rôle de Jean-Joseph Labèbe dit Bébé, le petit Clément Mary, âgé de quatre ans, connu plus tard sous le nom de scène de René Dary. Vu le succès, quelque 82 films seront tournés, et ce jusqu'en 1913. À deux exceptions près, tous ces films ont un titre qui inclut le mot « Bébé » qui est aussi le nom de l'enfant dans la série.
Dans la série, les parents de Bébé sont interprétés par Paul Manson et Renée Carl, et leur bonne Julie Rabouin par Jeanne Saint-Bonnet. Fonfon, la petite sœur de Bébé, est interprétée par la propre sœur de Clément Mary, Alphonsine Mary.

## Les films

### 1909
- La Cure d'air de Bébé

### 1910
- Bébé apache
- La Trouvaille de Bébé
- Bébé fume
- Bébé pêcheur

### 1911
- Bébé sur la Canebière
- Bébé fait du cinéma
- Bébé nègre
- Bébé moraliste
- Bébé est sourd
- Bébé flirte
- Bébé philanthrope
- Bébé millionnaire
- Bébé fait de l'hypnotisme
- Bébé prestidigitateur
- La Fille du juge d'instruction
- Bébé agent d'assurances
- Bébé marchand des quatre saisons
- Bébé court après sa montre
- Bébé a le béguin
- Bébé fait chanter sa bonne
- Bébé fait une fugue
- Le Bracelet de la marquise
- Bébé chemineau
- Bébé marie son oncle
- Bébé à la ferme
- Bébé roi
- Bébé la terreur
- Bébé Hercule
- Bébé et sa propriétaire
- Bébé et son âne
- Bébé et la Danseuse
- Bébé protège sa sœur
- Bébé pratique le jiu-jitsu
- Bébé corrige son père
- Le Noël de Bébé
- Bébé est neurasthénique
- Bébé est socialiste
- Bébé fait son problème
- Bébé candidat au mariage
- Bébé a lu la fable
- Bébé au Maroc
- Bébé veut imiter Saint-Martin

### 1912
- Bébé devient féministe
- Bébé et le Vieux Marcheur
- Bébé est myope
- Bébé tire à la cible
- Bébé est au silence
- Bébé somnambule
- Bébé marie sa bonne
- Bébé n'aime pas sa concierge
- Bébé a la peste
- Bébé et ses grands-parents
- C'est Bébé qui boit le muscat
- Bébé colle les timbres
- Bébé et la Lettre anonyme
- Bébé chez le pharmacien
- Bébé jardinier
- Bébé et le Satyre
- Bébé adopte un petit frère
- Napoléon, Bébé et les Cosaques
- Bébé et la Gouvernante
- Bébé se noie
- Bébé fait du spiritisme
- Bébé et le Financier
- Bébé, Bout de Zan et le Voleur
- Bébé est perplexe
- Bébé est ange gardien
- Bébé artiste capillaire
- Bébé et la Carpe reconnaissante
- Bébé juge
- Bébé pacificateur
- Bébé persécute sa bonne
- Bébé roi des policiers
- Bébé s'habille tout seul
- Bébé soigne son père
- Bébé trouve un portefeuille
- Bébé veut payer ses dettes
- Bébé victime d'une erreur judiciaire
- Bébé voyage
- Les Chefs d'œuvre de Bébé

### 1913
- Bébé en vacances
- Bébé se venge

## Commentaires
- La série a été continuée par Henri Gambart jusqu'en 1916[1], toujours avec Clément Mary dans le rôle de Bébé.
- Dans la série de cinq films du même Louis Feuillade sur Fantômas, série débutant en 1913 avec Fantômas et se clôturant en 1914 avec Le Faux Magistrat, un membre du gang des Apaches est surnommé « Bébé », ce qui est une coïncidence et n'a rien à voir avec son premier film de la série, Bébé apache.